# Genetta
Geneta (também grafado gineta) é a designação comum dada aos mamíferos carnívoros do género Genetta, da família dos viverrídeos, que são encontrados na África e no Sul da Europa. 
Estes animais possuem pelagem macia e densa, na maior parte das vezes cinzenta ou amarelada, com manchas negras ou acastanhadas, e cauda com anéis pretos e brancos. Procuram o alimento em cima das árvores como aves, frutos e insetos, são noturnas e trepam muito bem. São animais muito adaptáveis — o segredo do seu sucesso — conseguindo adaptar-se tanto a climas frios, onde há neve como em algumas regiões do sul da Europa, como se adaptam bem à quente savana africana.

## Espécies
- Genetta abyssinica - Geneta-da-abissínia
- Genetta angolensis - Geneta-angolana
- Genetta genetta - Geneta-europeia
- Genetta johnstoni
- Genetta maculata
- Genetta servalina
- Genetta thierryi
- Genetta tigrina
- Genetta victoriae